# 烏列蓋

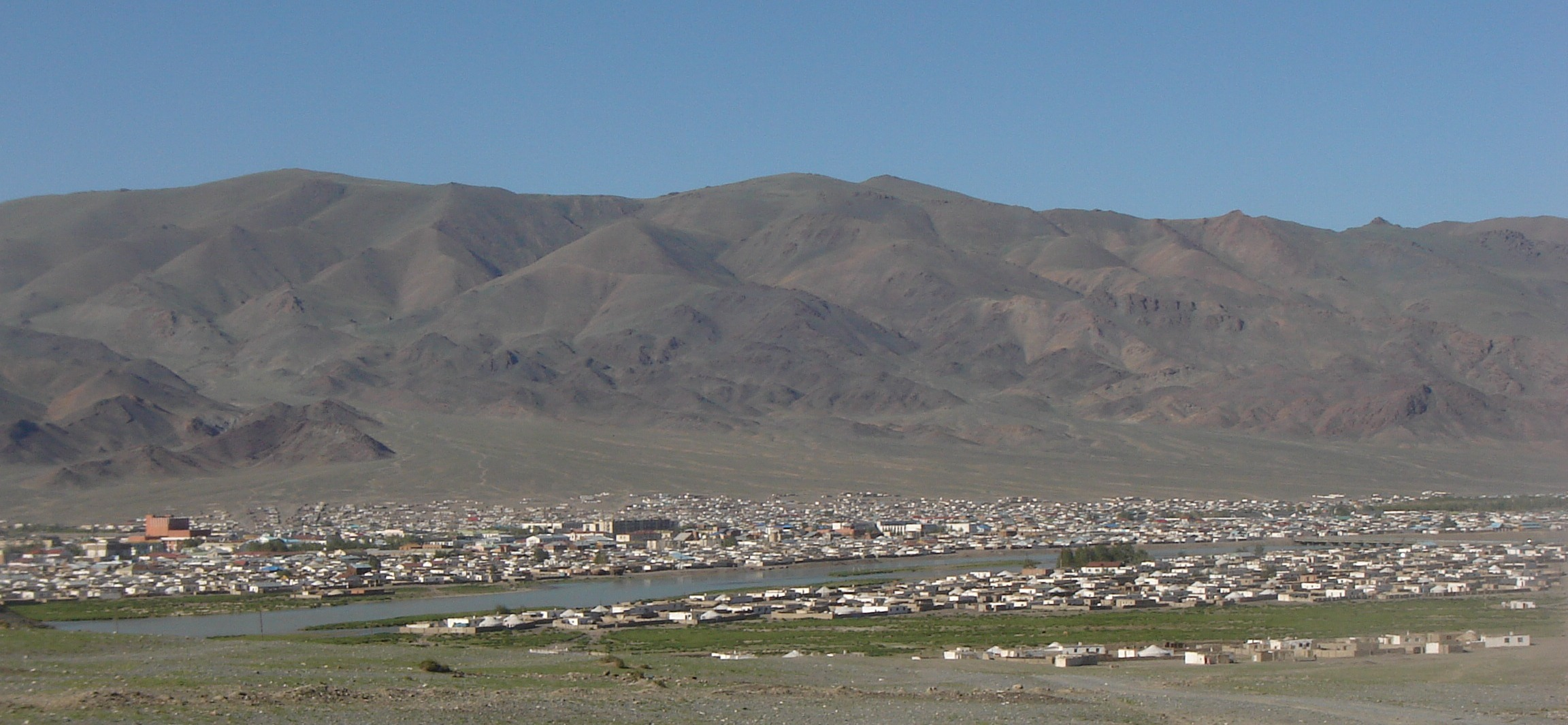

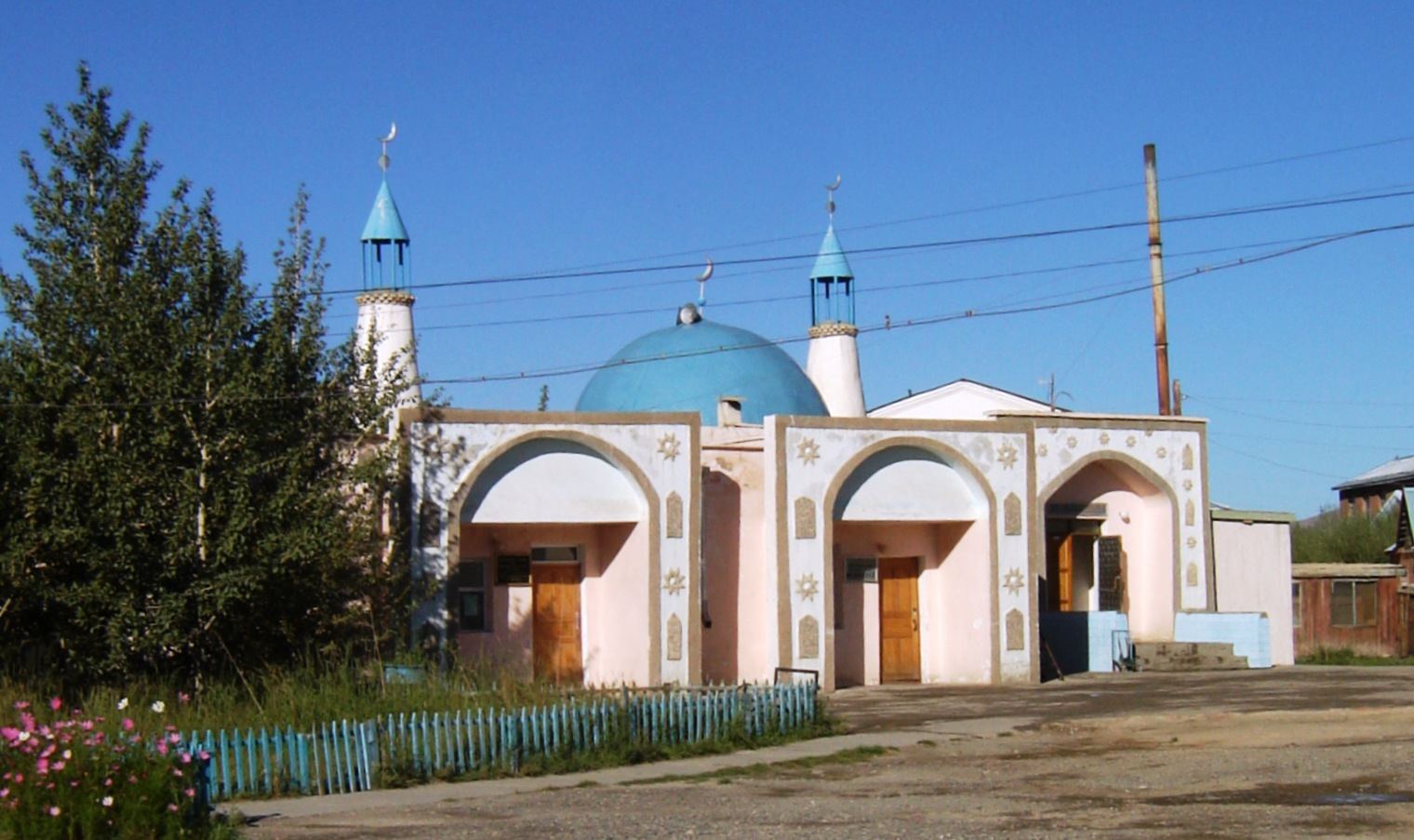
乌列盖清真寺

烏列蓋（[oɮˈɡiː]，意为“摇篮”，[œlˈkɛ]）是蒙古国西北部的城市，是巴彥烏列蓋省的首府，面積15平方公里，海拔高度1,710米，由於受沙漠氣候影響，每年平均降雨量113毫米，2008年人口28,496。乌列盖是蒙古国最西部的城市，也是该国距首都乌兰巴托最远的城市。该市是全蒙古国唯一一个主要人口为哈萨克人的城市。
因为该市人口以哈萨克人为主，所以该市建有清真寺。